# Cathédrale d'Alghero
La cathédrale d'Alghero (en italien : duomo di Alghero ou cattedrale di Santa Maria Immacolata) est une église catholique romaine d'Alghero, en Italie. Il s'agit de la cathédrale du diocèse d'Alghero-Bosa. Elle est dédiée à l'Immaculée Conception.

## Galerie

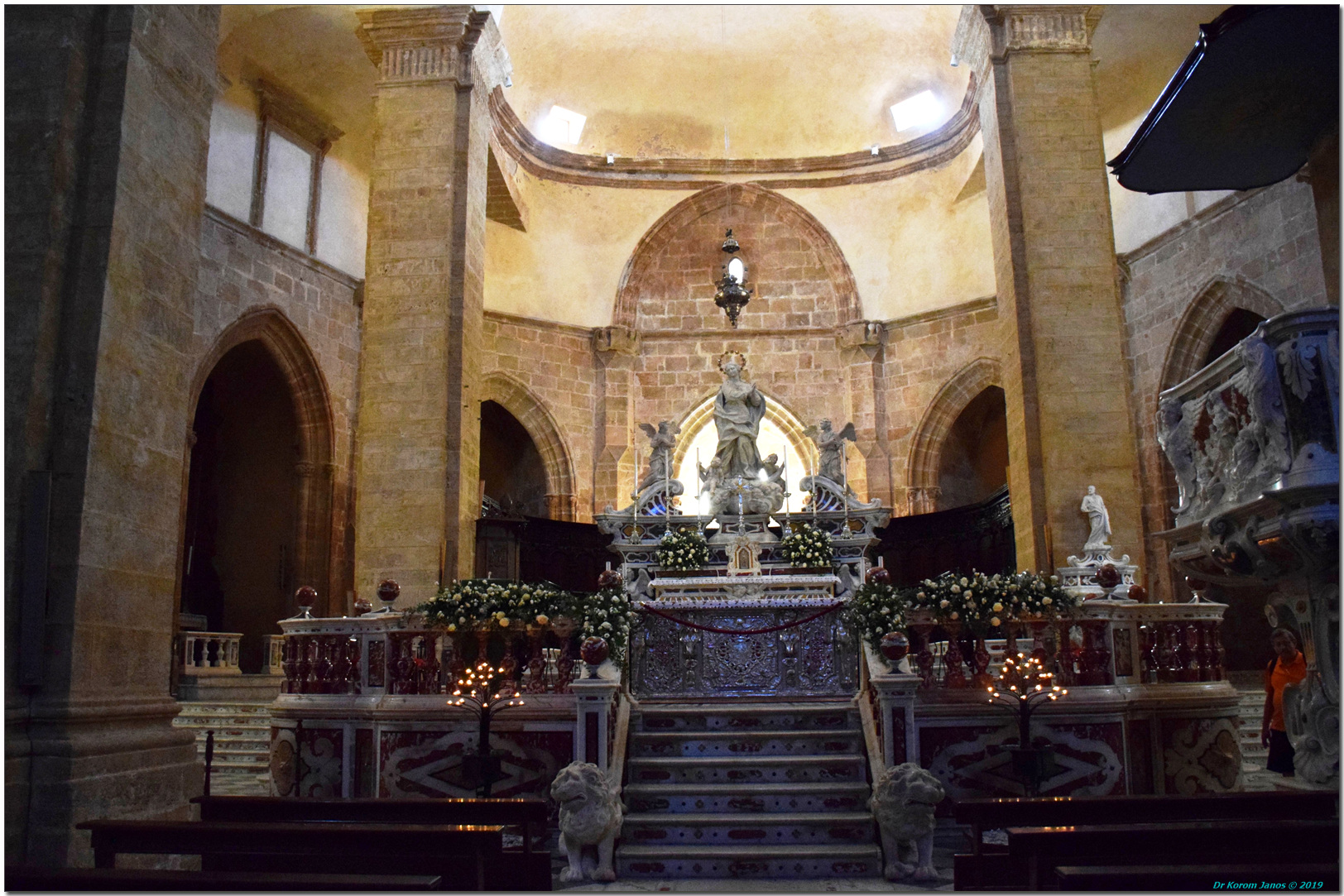
Le maître-autel et l'abside.
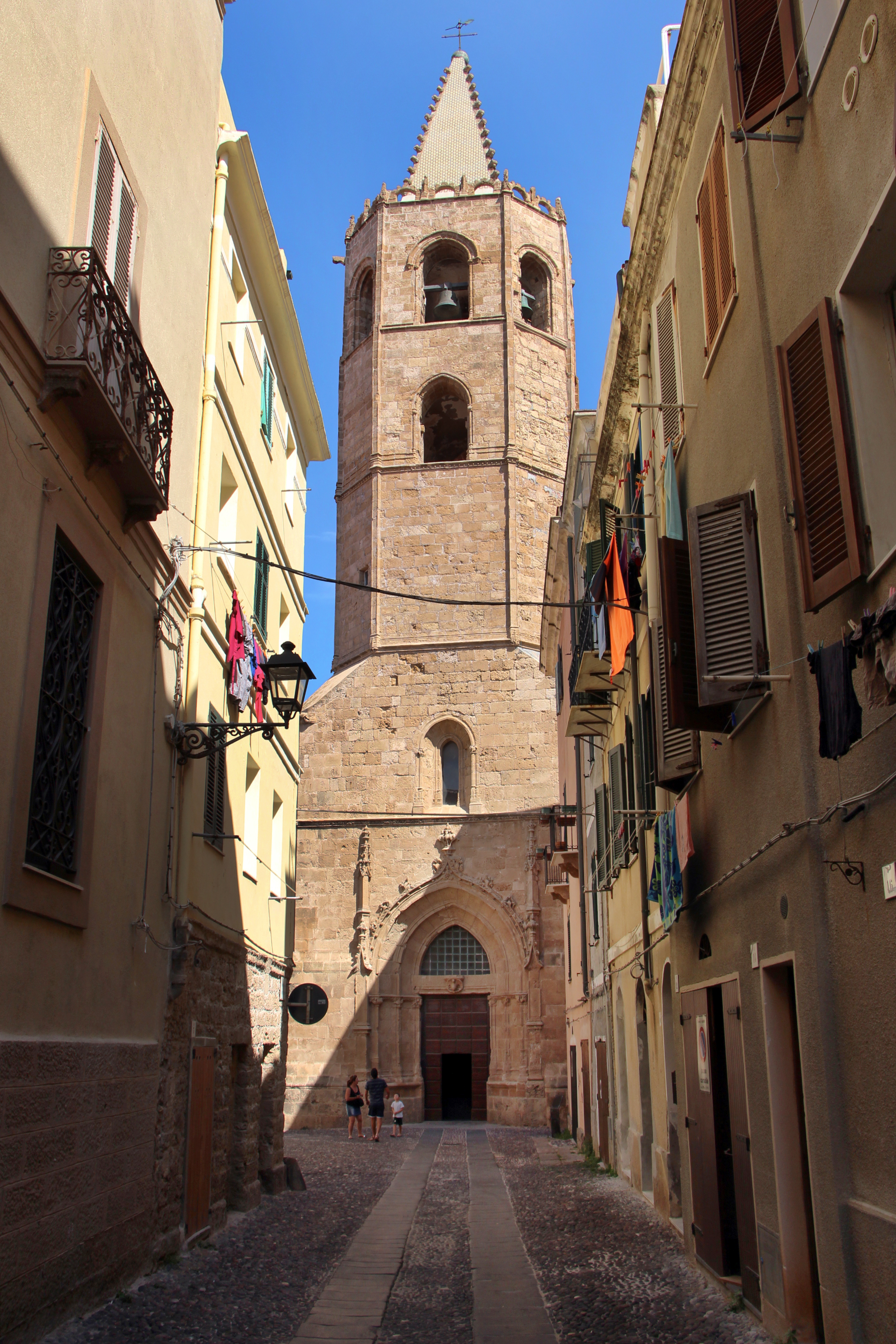
Le clocher avec...
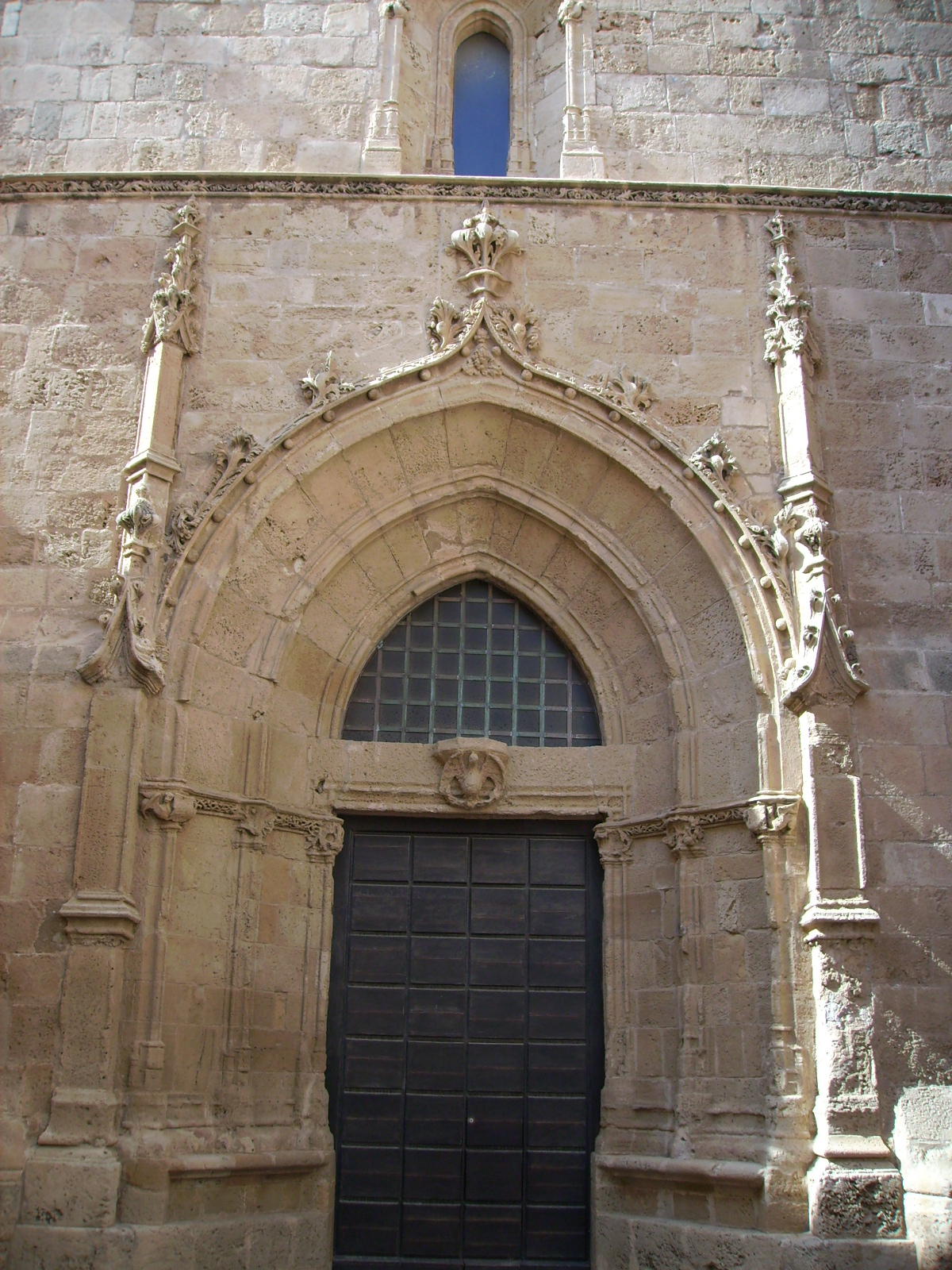
La porte originale de style gothique.